# Casemiro
Carlos Henrique José Francisco Venancio Casimiro, noto come Casemiro (São José dos Campos, 23 febbraio 1992), è un calciatore brasiliano, centrocampista o difensore del Manchester Utd. Con la nazionale brasiliana è diventato campione del Sud America nel 2019.
Considerato tra i migliori centrocampisti della storia del calcio, cresce nelle squadre giovanili del San Paolo dove, una volta in prima squadra, conquista una Coppa Sudamericana. Nel 2013 viene acquistato dal Real Madrid dove, dopo una stagione in prestito al Porto, si aggiudica una Coppa del Re, tre campionati spagnoli, tre Supercoppe spagnole, cinque UEFA Champions League, tre Supercoppe UEFA e tre Coppe del mondo per club FIFA.
In nazionale brasiliana dal 2011, ha partecipato a tre edizioni della Copa América (2016, 2019, 2021) e a due del campionato mondiale (2018, 2022).

## Caratteristiche tecniche
Centrocampista centrale completo, nato come volante classico, all'occorrenza interditore, è stato schierato anche come difensore centrale nella nazionale brasiliana Under-20 ai Mondiali 2011.
Bravo in fase di impostazione, eccellente in quella difensiva, grazie alla grande capacità di contenimento della manovra avversaria. Ottimi i suoi inserimenti in avanti e il tiro dalla distanza. È stato paragonato a Toninho Cerezo.

## Carriera

### Club

#### San Paolo
Cresciuto nelle giovanili del San Paolo, esordisce in prima squadra il 25 luglio 2010, scendendo in campo da titolare nella gara di Série A contro il Santos. In Brasile gioca per quattro stagioni, vincendo la Coppa Sudamericana nel 2012 e collezionando in totale 112 presenze e 11 reti.

#### Real Madrid

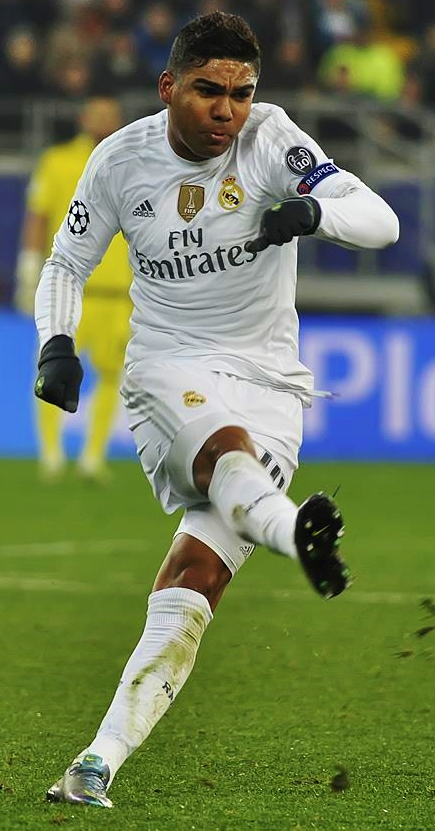
Casemiro con la maglia del Real Madrid nel 2015

Il 31 gennaio 2013 viene acquistato dal Real Madrid, con la formula del prestito con opzione d'acquisto a titolo definitivo, venendo poi girato, il 1º febbraio, al Castilla, così da valutarne la progressiva crescita senza mettergli troppe pressioni. Debutta nella Liga il 20 aprile 2013, nella vittoria casalinga per 3-1 contro il Real Betis. Nella stagione 2013-2014 contribuisce alla vittoria della Coppa di Spagna e della Champions League. Il 10 giugno i blancos esercitano l'opzione di riscatto versando 6 milioni di euro.

#### Prestito al Porto
Il 19 luglio 2014 si trasferisce al Porto con la formula del prestito con diritto di riscatto. In Portogallo mette assieme 41 presenze e 4 reti in tutte le competizioni. Il 28 maggio 2015 il Porto annuncia di voler riscattare il giocatore brasiliano, ma il 5 giugno seguente il Real Madrid esercita la clausola di controriscatto prevista dal suo contratto.

#### Ritorno al Real Madrid
Nella stagione 2015-2016 con le merengues scende in campo con regolarità e il 28 maggio 2016 vince la sua seconda Champions League nella finale disputata allo stadio di San Siro, battendo l'Atlético Madrid ai rigori, dopo l'1-1 maturato nei tempi regolamentari e supplementari. L'anno successivo si aggiudica sia il campionato, che la Champions League, realizzando, con un tiro dalla lunga distanza, il gol del momentaneo 2-1 nella finale contro la Juventus (partita finita per 4-1). Nel corso della stagione aveva conquistato anche la Supercoppa UEFA e la Coppa del mondo per club.
Inizia la nuova stagione vincendo la Supercoppa UEFA per 2-1 contro il Manchester United, partita in cui il centrocampista brasiliano segna il gol che apre le marcature, e la Supercoppa di Spagna. Nel corso dell'annata conquista anche la Coppa del mondo per club e nuovamente, per la terza volta consecutiva, la Champions League, sconfiggendo in finale il Liverpool per 3-1.
Nella stagione 2018-2019 vince la Coppa del mondo per club per il terzo anno consecutivo. L'annata seguente si apre con la vittoria nella Supercoppa di Spagna e a fine stagione vede il ritorno al successo in campionato.
Nella stagione 2021-2022, malgrado un minutaggio ridotto rispetto al passato, amplia il proprio palmares vincendo nuovamente la Supercoppa di Spagna, la Liga e la Champions League. La serie di vittorie continua nell'apertura della stagione 2022-2023, con la Supercoppa UEFA; alla fine del match, Casemiro è inoltre nominato migliore in campo.

#### Manchester United
Il 19 agosto 2022 il Manchester Utd comunica di aver trovato un principio di accordo con il Real Madrid per il trasferimento di Casemiro, soggetto al superamento delle visite mediche e alla firma del contratto con il giocatore. Il 22 agosto seguente firma un contratto fino al 2026 con gli inglesi. Segna il suo primo gol il 22 ottobre, siglando il pareggio al minuto 94 contro il Chelsea.  Il 4 febbraio 2023, nella partita contro il Crystal Palace, rimedia il suo primo cartellino rosso diretto in carriera, reo di aver messo le mani al collo all'avversario Will Hughes durante una rissa. A causa del gesto viene squalificato per 3 giornate.
Ormai perno indiscusso della squadra, il 26 febbraio 2023 conduce i suoi alla vittoria della EFL Cup contro il Newcastle, siglando il gol dell'1-0. Al termine del match, finito con il punteggio di 2-0 per i Red Devils, Casemiro riceve anche il premio di Man of the Match della finale. Il Manchester United torna quindi a vincere una competizione ufficiale dopo cinque anni, tempo trascorso dalla conquista dell'Europa League avvenuta nel 2017. Due giorni prima, nonché nel giorno successivo al suo trentunesimo compleanno, Casemiro aveva dichiarato in un'intervista ai microfoni del sito ufficiale del Manchester United:
Il giorno successivo vola a Parigi per essere insignito per la prima volta del FIFA FIFPro World XI 2022. Il 12 marzo riceve il secondo cartellino rosso diretto consecutivo nella partita contro il Southampton dopo un intervento pericoloso ai danni di Carlos Alcaraz, causa della conseguente squalifica di quattro giornate. Termina la sua prima stagione ai Red Devils collezionando 51 presenze e mettendo a segno 7 reti.
Inizia l'annata successiva debuttando in campionato contro il Wolverhampton. Il 26 agosto 2023 segna la sua prima ed unica rete stagionale in campionato, segnata ai danni del Nottingham Forest in una vittoria 3-2. Il 20 settembre seguente segna una doppietta nella sconfitta per 4-3 contro il Bayern Monaco in Champions League; la gara coincide inoltre con la sua presenza numero 100 in competizioni ufficiali UEFA. Nonostante il suo minutaggio in campo sia gradualmente diminuito a causi di qualche infortunio, termina la stagione aggiudicandosi il titolo di FA Cup battendo in finale i concittadini del Manchester City.
Il 1º settembre 2024, nella gara casalinga contro il Liverpool, il giocatore commette due gravi errori difensivi, che hanno portato poi a due gol degli avversari. A causa di ciò, viene sostituito a metà gara, venendo successivamente criticato dai commentatori inglesi per la sua prestazione. Il 27 ottobre segna la sua prima rete stagionale, nella gara esterna contro il West Ham Utd persa per 2-1, che si rivelerà poi cruciale per l'esonero di Erik ten Hag dalla panchina del club.

### Nazionale
Il 15 luglio 2011 viene convocato dal CT del Brasile Under-20, Ney Franco, per il campionato mondiale Under-20, vinto dai brasiliani in finale contro i pari età del Portogallo. In precedenza aveva vinto anche il campionato sudamericano Under-20 giocato nello stesso anno.
Il 14 settembre 2011 debutta nella nazionale maggiore, in un'amichevole contro l'Argentina, disputatasi a Córdoba e terminata 0-0. Nel 2015 è fra i convocati per la Copa América in Cile, che vede i brasiliani uscire ai quarti di finale contro il Paraguay. L'anno dopo viene convocato per la Copa América Centenario negli Stati Uniti, che si conclude con la prematura eliminazione nella fase a gironi.. Nell'ottobre 2017 gli viene affidata per la prima volta la fascia di capitano della Seleção dal CT Tite.
Nel 2018 partecipa per la prima volta al campionato mondiale in Russia, dove i brasiliani vengono eliminati ai quarti di finale dal Belgio. L'anno dopo è fra i convocati per la Copa América organizzata in Brasile: Casemiro gioca tutte le partite da titolare, eccetto il quarto di finale contro il Paraguay per squalifica. In finale i brasiliani battono il Perù per 3-1 e conquistano il trofeo.
Nel 2021 viene convocato per la Copa América giocata di nuovo in Brasile, venendo scelto come capitano nella prima partita. Il torneo si conclude con la sconfitta in finale contro l'Argentina per 1-0.

## Statistiche

### Presenze e reti nei club
Statistiche aggiornate al 21 maggio 2025.
| Stagione                 | Squadra                  | Campionato               | Campionato | Campionato | Coppe nazionali | Coppe nazionali | Coppe nazionali | Coppe continentali | Coppe continentali | Coppe continentali | Altre coppe | Altre coppe | Altre coppe | Totale | Totale |
| Stagione                 | Squadra                  | Comp                     | Pres       | Reti       | Comp            | Pres            | Reti            | Comp               | Pres               | Reti               | Comp        | Pres        | Reti        | Pres   | Reti   |
| ------------------------ | ------------------------ | ------------------------ | ---------- | ---------- | --------------- | --------------- | --------------- | ------------------ | ------------------ | ------------------ | ----------- | ----------- | ----------- | ------ | ------ |
| 2010                     | San Paolo                | A1/SP+A                  | 0+18       | 2          | CB              | 0               | 0               | CL                 | 0                  | 0                  | -           | -           | -           | 18     | 2      |
| 2011                     | San Paolo                | A1/SP+A                  | 12+21      | 1+4        | CB              | 5               | 1               | CS                 | 2                  | 0                  | -           | -           | -           | 40     | 6      |
| 2012                     | San Paolo                | A1/SP+A                  | 18+22      | 2+0        | CB              | 9               | 1               | CS                 | 1                  | 0                  | -           | -           | -           | 50     | 3      |
| 2013                     | San Paolo                | A1/SP+A                  | 1+1        | 0          | CB              | 0               | 0               | CL                 | 2                  | 0                  | -           | -           | -           | 4      | 0      |
| Totale San Paolo         | Totale San Paolo         | Totale San Paolo         | 31+62      | 3+6        |                 | 14              | 2               |                    | 5                  | 0                  |             | -           | -           | 112    | 11     |
| gen.-giu. 2013           | Real M. Castilla         | SD                       | 15         | 1          | -               | -               | -               | -                  | -                  | -                  | -           | -           | -           | 15     | 1      |
| gen.-giu. 2013           | Real Madrid              | PD                       | 1          | 0          | CR              | 0               | 0               | UCL                | 0                  | 0                  | SS          | 0           | 0           | 1      | 0      |
| 2013-2014                | Real Madrid              | PD                       | 12         | 0          | CR              | 7               | 0               | UCL                | 6                  | 0                  | -           | -           | -           | 25     | 0      |
| 2014-2015                | Porto                    | PL                       | 28         | 3          | CP+CdL          | 1+2             | 0               | UCL                | 10                 | 1                  | -           | -           | -           | 41     | 4      |
| 2015-2016                | Real Madrid              | PD                       | 23         | 1          | CR              | 1               | 0               | UCL                | 11                 | 0                  | -           | -           | -           | 35     | 1      |
| 2016-2017                | Real Madrid              | PD                       | 25         | 4          | CR              | 5               | 0               | UCL                | 9                  | 2                  | SU+Cmc      | 1+2         | 0           | 42     | 6      |
| 2017-2018                | Real Madrid              | PD                       | 30         | 5          | CR              | 1               | 0               | UCL                | 12                 | 1                  | SU+SS+Cmc   | 1+2+2       | 1+0+0       | 48     | 7      |
| 2018-2019                | Real Madrid              | PD                       | 29         | 3          | CR              | 5               | 0               | UCL                | 6                  | 1                  | SU+Cmc      | 1+2         | 0           | 43     | 4      |
| 2019-2020                | Real Madrid              | PD                       | 35         | 4          | CR              | 1               | 0               | UCL                | 8                  | 1                  | SS          | 2           | 0           | 46     | 5      |
| 2020-2021                | Real Madrid              | PD                       | 34         | 6          | CR              | 1               | 0               | UCL                | 10                 | 1                  | SS          | 1           | 0           | 46     | 7      |
| 2021-2022                | Real Madrid              | PD                       | 32         | 1          | CR              | 3               | 0               | UCL                | 11                 | 0                  | SS          | 2           | 0           | 48     | 1      |
| ago. 2022                | Real Madrid              | PD                       | 1          | 0          | CR              | 0               | 0               | UCL                | 0                  | 0                  | SU+SS+Cmc   | 1+0+0       | 0           | 2      | 0      |
| Totale Real Madrid       | Totale Real Madrid       | Totale Real Madrid       | 222        | 24         |                 | 24              | 0               |                    | 73                 | 6                  |             | 17          | 1           | 336    | 31     |
| ago. 2022-2023           | Manchester Utd           | PL                       | 28         | 4          | FACup+CdL       | 5+6             | 2+1             | UEL                | 12                 | 0                  | -           | -           | -           | 51     | 7      |
| 2023-2024                | Manchester Utd           | PL                       | 25         | 1          | FACup+CdL       | 3+2             | 1+1             | UCL                | 2                  | 2                  | -           | -           | -           | 32     | 5      |
| 2024-2025                | Manchester Utd           | PL                       | 24         | 1          | FACup+CdL       | 2+2             | 0+2             | UEL                | 13                 | 2                  | CS          | 1           | 0           | 42     | 5      |
| Totale Manchester United | Totale Manchester United | Totale Manchester United | 77         | 6          |                 | 20              | 7               |                    | 27                 | 4                  |             | 1           | 0           | 125    | 17     |
| Totale carriera          | Totale carriera          | Totale carriera          | 416        | 43         |                 | 60              | 9               |                    | 115                | 11                 |             | 18          | 1           | 609    | 64     |

### Cronologia presenze e reti in nazionale
| Cronologia completa delle presenze e delle reti in nazionale ― Brasile | Cronologia completa delle presenze e delle reti in nazionale ― Brasile | Cronologia completa delle presenze e delle reti in nazionale ― Brasile | Cronologia completa delle presenze e delle reti in nazionale ― Brasile | Cronologia completa delle presenze e delle reti in nazionale ― Brasile | Cronologia completa delle presenze e delle reti in nazionale ― Brasile | Cronologia completa delle presenze e delle reti in nazionale ― Brasile | Cronologia completa delle presenze e delle reti in nazionale ― Brasile |
| Data                                                                   | Città                                                                  | In casa                                                                | Risultato                                                              | Ospiti                                                                 | Competizione                                                           | Reti                                                                   | Note                                                                   |
| ---------------------------------------------------------------------- | ---------------------------------------------------------------------- | ---------------------------------------------------------------------- | ---------------------------------------------------------------------- | ---------------------------------------------------------------------- | ---------------------------------------------------------------------- | ---------------------------------------------------------------------- | ---------------------------------------------------------------------- |
| 14-9-2011                                                              | Córdoba                                                                | Argentina                                                              | 0 – 0                                                                  | Brasile                                                                | Superclásico de las Américas                                           | -                                                                      | 87’                                                                    |
| 26-5-2012                                                              | Amburgo                                                                | Danimarca                                                              | 1 – 3                                                                  | Brasile                                                                | Amichevole                                                             | -                                                                      | 86’                                                                    |
| 30-5-2012                                                              | East Rutherford                                                        | Stati Uniti                                                            | 1 – 4                                                                  | Brasile                                                                | Amichevole                                                             | -                                                                      | 82’                                                                    |
| 3-6-2012                                                               | Arlington                                                              | Brasile                                                                | 0 – 2                                                                  | Messico                                                                | Amichevole                                                             | -                                                                      | 84’                                                                    |
| 9-6-2012                                                               | New York                                                               | Argentina                                                              | 4 – 3                                                                  | Brasile                                                                | Amichevole                                                             | -                                                                      | 74’ 82’                                                                |
| 12-11-2014                                                             | Istanbul                                                               | Turchia                                                                | 0 – 4                                                                  | Brasile                                                                | Amichevole                                                             | -                                                                      | 73’                                                                    |
| 18-11-2014                                                             | Vienna                                                                 | Austria                                                                | 1 – 2                                                                  | Brasile                                                                | Amichevole                                                             | -                                                                      | 82’                                                                    |
| 7-6-2015                                                               | San Paolo                                                              | Brasile                                                                | 2 – 0                                                                  | Messico                                                                | Amichevole                                                             | -                                                                      | 78’                                                                    |
| 10-6-2015                                                              | Porto Alegre                                                           | Brasile                                                                | 1 – 0                                                                  | Honduras                                                               | Amichevole                                                             | -                                                                      |                                                                        |
| 5-6-2016                                                               | Pasadena                                                               | Ecuador                                                                | 0 – 0                                                                  | Brasile                                                                | Copa América Centenario - 1º turno                                     | -                                                                      | 18’                                                                    |
| 8-6-2016                                                               | Orlando                                                                | Brasile                                                                | 7 – 1                                                                  | Haiti                                                                  | Copa América Centenario - 1º turno                                     | -                                                                      | 38’ 62’                                                                |
| 1-9-2016                                                               | Quito                                                                  | Ecuador                                                                | 0 – 3                                                                  | Brasile                                                                | Qual. Mondiali 2018                                                    | -                                                                      |                                                                        |
| 6-9-2016                                                               | Manaus                                                                 | Brasile                                                                | 2 – 1                                                                  | Colombia                                                               | Qual. Mondiali 2018                                                    | -                                                                      |                                                                        |
| 24-3-2017                                                              | Montevideo                                                             | Uruguay                                                                | 1 – 4                                                                  | Brasile                                                                | Qual. Mondiali 2018                                                    | -                                                                      | 45’                                                                    |
| 28-3-2017                                                              | San Paolo                                                              | Brasile                                                                | 3 – 0                                                                  | Paraguay                                                               | Qual. Mondiali 2018                                                    | -                                                                      |                                                                        |
| 31-8-2017                                                              | Porto Alegre                                                           | Brasile                                                                | 2 – 0                                                                  | Ecuador                                                                | Qual. Mondiali 2018                                                    | -                                                                      |                                                                        |
| 5-10-2017                                                              | La Paz                                                                 | Bolivia                                                                | 0 – 0                                                                  | Brasile                                                                | Qual. Mondiali 2018                                                    | -                                                                      | cap.                                                                   |
| 10-10-2017                                                             | San Paolo                                                              | Brasile                                                                | 3 – 0                                                                  | Cile                                                                   | Qual. Mondiali 2018                                                    | -                                                                      |                                                                        |
| 10-11-2017                                                             | Lilla                                                                  | Giappone                                                               | 1 – 3                                                                  | Brasile                                                                | Amichevole                                                             | -                                                                      | 46’                                                                    |
| 14-11-2017                                                             | Londra                                                                 | Inghilterra                                                            | 0 – 0                                                                  | Brasile                                                                | Amichevole                                                             | -                                                                      |                                                                        |
| 23-3-2018                                                              | Mosca                                                                  | Russia                                                                 | 0 – 3                                                                  | Brasile                                                                | Amichevole                                                             | -                                                                      |                                                                        |
| 27-3-2018                                                              | Berlino                                                                | Germania                                                               | 0 – 1                                                                  | Brasile                                                                | Amichevole                                                             | -                                                                      |                                                                        |
| 3-6-2018                                                               | Liverpool                                                              | Brasile                                                                | 2 – 0                                                                  | Croazia                                                                | Amichevole                                                             | -                                                                      |                                                                        |
| 10-6-2018                                                              | Vienna                                                                 | Austria                                                                | 0 – 3                                                                  | Brasile                                                                | Amichevole                                                             | -                                                                      | 61’                                                                    |
| 17-6-2018                                                              | Rostov sul Don                                                         | Brasile                                                                | 1 – 1                                                                  | Svizzera                                                               | Mondiali 2018 - 1º turno                                               | -                                                                      | 47’ 60’                                                                |
| 22-6-2018                                                              | San Pietroburgo                                                        | Brasile                                                                | 2 – 0                                                                  | Costa Rica                                                             | Mondiali 2018 - 1º turno                                               | -                                                                      |                                                                        |
| 27-6-2018                                                              | Mosca                                                                  | Serbia                                                                 | 0 – 2                                                                  | Brasile                                                                | Mondiali 2018 - 1º turno                                               | -                                                                      |                                                                        |
| 2-7-2018                                                               | Samara                                                                 | Brasile                                                                | 2 – 0                                                                  | Messico                                                                | Mondiali 2018 - Ottavi di finale                                       | -                                                                      | 59’                                                                    |
| 7-9-2018                                                               | East Rutherford                                                        | Stati Uniti                                                            | 0 – 2                                                                  | Brasile                                                                | Amichevole                                                             | -                                                                      |                                                                        |
| 12-9-2018                                                              | Landover                                                               | Brasile                                                                | 5 – 0                                                                  | El Salvador                                                            | Amichevole                                                             | -                                                                      | 46’                                                                    |
| 12-10-2018                                                             | Riad                                                                   | Arabia Saudita                                                         | 0 – 2                                                                  | Brasile                                                                | Amichevole                                                             | -                                                                      | 66’                                                                    |
| 16-10-2018                                                             | Gedda                                                                  | Brasile                                                                | 1 – 0                                                                  | Argentina                                                              | Amichevole                                                             | -                                                                      |                                                                        |
| 23-3-2019                                                              | Porto                                                                  | Brasile                                                                | 1 – 1                                                                  | Panama                                                                 | Amichevole                                                             | -                                                                      | cap.                                                                   |
| 26-3-2019                                                              | Praga                                                                  | Rep. Ceca                                                              | 1 – 3                                                                  | Brasile                                                                | Amichevole                                                             | -                                                                      | cap. 24’ 71’                                                           |
| 6-6-2019                                                               | Brasilia                                                               | Brasile                                                                | 2 – 0                                                                  | Qatar                                                                  | Amichevole                                                             | -                                                                      | 71’                                                                    |
| 9-6-2019                                                               | Porto Alegre                                                           | Brasile                                                                | 7 – 0                                                                  | Honduras                                                               | Amichevole                                                             | -                                                                      | 28’ 46’                                                                |
| 14-6-2019                                                              | San Paolo                                                              | Brasile                                                                | 3 – 0                                                                  | Bolivia                                                                | Coppa America 2019 - 1º turno                                          | -                                                                      |                                                                        |
| 18-6-2019                                                              | Salvador                                                               | Brasile                                                                | 0 – 0                                                                  | Venezuela                                                              | Coppa America 2019 - 1º turno                                          | -                                                                      | 41’ 57’                                                                |
| 22-6-2019                                                              | San Paolo                                                              | Perù                                                                   | 0 – 5                                                                  | Brasile                                                                | Coppa America 2019 - 1º turno                                          | 1                                                                      | 10’ 70’                                                                |
| 2-7-2019                                                               | Belo Horizonte                                                         | Brasile                                                                | 2 – 0                                                                  | Argentina                                                              | Coppa America 2019 - Semifinale                                        | -                                                                      |                                                                        |
| 7-7-2019                                                               | Rio de Janeiro                                                         | Brasile                                                                | 3 – 1                                                                  | Perù                                                                   | Coppa America 2019 - Finale                                            | -                                                                      |                                                                        |
| 7-9-2019                                                               | Miami Gardens                                                          | Brasile                                                                | 2 – 2                                                                  | Colombia                                                               | Amichevole                                                             | 1                                                                      | 23’                                                                    |
| 10-9-2019                                                              | Los Angeles                                                            | Brasile                                                                | 0 – 1                                                                  | Perù                                                                   | Amichevole                                                             | -                                                                      | cap. 64’                                                               |
| 10-10-2019                                                             | Singapore                                                              | Brasile                                                                | 1 – 1                                                                  | Senegal                                                                | Amichevole                                                             | -                                                                      |                                                                        |
| 13-10-2019                                                             | Singapore                                                              | Brasile                                                                | 1 – 1                                                                  | Nigeria                                                                | Amichevole                                                             | 1                                                                      |                                                                        |
| 15-11-2019                                                             | Riyad                                                                  | Brasile                                                                | 0 – 1                                                                  | Argentina                                                              | Amichevole                                                             | -                                                                      | 22’ 86’                                                                |
| 9-10-2020                                                              | San Paolo                                                              | Brasile                                                                | 5 – 0                                                                  | Bolivia                                                                | Qual. Mondiali 2022                                                    | -                                                                      |                                                                        |
| 13-10-2020                                                             | Lima                                                                   | Perù                                                                   | 2 – 4                                                                  | Brasile                                                                | Qual. Mondiali 2022                                                    | -                                                                      |                                                                        |
| 3-6-2021                                                               | Porto Alegre                                                           | Brasile                                                                | 2 – 0                                                                  | Ecuador                                                                | Qual. Mondiali 2022                                                    | -                                                                      |                                                                        |
| 8-6-2021                                                               | Asunción                                                               | Paraguay                                                               | 0 – 2                                                                  | Brasile                                                                | Qual. Mondiali 2022                                                    | -                                                                      | cap.                                                                   |
| 13-6-2021                                                              | Brasilia                                                               | Brasile                                                                | 3 – 0                                                                  | Venezuela                                                              | Coppa America 2021 - 1º turno                                          | -                                                                      | cap.                                                                   |
| 23-6-2021                                                              | Rio de Janeiro                                                         | Brasile                                                                | 2 – 1                                                                  | Colombia                                                               | Coppa America 2021 - 1º turno                                          | 1                                                                      |                                                                        |
| 27-6-2021                                                              | Goiânia                                                                | Brasile                                                                | 1 – 1                                                                  | Ecuador                                                                | Coppa America 2021 - 1º turno                                          | -                                                                      | 49’                                                                    |
| 2-7-2021                                                               | Rio de Janeiro                                                         | Brasile                                                                | 1 – 0                                                                  | Cile                                                                   | Coppa America 2021 - Quarti di finale                                  | -                                                                      |                                                                        |
| 5-7-2021                                                               | Rio de Janeiro                                                         | Brasile                                                                | 1 – 0                                                                  | Perù                                                                   | Coppa America 2021 - Semifinale                                        | -                                                                      |                                                                        |
| 10-7-2021                                                              | Rio de Janeiro                                                         | Argentina                                                              | 1 – 0                                                                  | Brasile                                                                | Coppa America 2021 - Finale                                            | -                                                                      |                                                                        |
| 2-9-2021                                                               | Santiago del Cile                                                      | Cile                                                                   | 0 – 1                                                                  | Brasile                                                                | Qual. Mondiali 2022                                                    | -                                                                      |                                                                        |
| 9-9-2021                                                               | Recife                                                                 | Brasile                                                                | 2 – 0                                                                  | Perù                                                                   | Qual. Mondiali 2022                                                    | -                                                                      | 44’ 78’                                                                |
| 11-11-2021                                                             | San Paolo                                                              | Brasile                                                                | 1 – 0                                                                  | Colombia                                                               | Qual. Mondiali 2022                                                    | -                                                                      | 84’                                                                    |
| 27-1-2022                                                              | Quito                                                                  | Ecuador                                                                | 1 – 1                                                                  | Brasile                                                                | Qual. Mondiali 2022                                                    | 1                                                                      |                                                                        |
| 24-3-2022                                                              | Rio de Janeiro                                                         | Brasile                                                                | 4 – 0                                                                  | Cile                                                                   | Qual. Mondiali 2022                                                    | -                                                                      | 60’ 82’                                                                |
| 2-6-2022                                                               | Seul                                                                   | Corea del Sud                                                          | 1 – 5                                                                  | Brasile                                                                | Amichevole                                                             | -                                                                      |                                                                        |
| 6-6-2022                                                               | Tokyo                                                                  | Giappone                                                               | 0 – 1                                                                  | Brasile                                                                | Amichevole                                                             | -                                                                      | 79’                                                                    |
| 23-9-2022                                                              | Le Havre                                                               | Brasile                                                                | 3 – 0                                                                  | Ghana                                                                  | Amichevole                                                             | -                                                                      | 45’ 63’                                                                |
| 27-9-2022                                                              | Parigi                                                                 | Brasile                                                                | 5 – 1                                                                  | Tunisia                                                                | Amichevole                                                             | -                                                                      |                                                                        |
| 24-11-2022                                                             | Lusail                                                                 | Brasile                                                                | 2 – 0                                                                  | Serbia                                                                 | Mondiali 2022 - 1º turno                                               | -                                                                      |                                                                        |
| 28-11-2022                                                             | Doha                                                                   | Brasile                                                                | 1 – 0                                                                  | Svizzera                                                               | Mondiali 2022 - 1º turno                                               | 1                                                                      |                                                                        |
| 5-12-2022                                                              | Doha                                                                   | Brasile                                                                | 4 – 1                                                                  | Corea del Sud                                                          | Mondiali 2022 - Ottavi di finale                                       | -                                                                      |                                                                        |
| 9-12-2022                                                              | Al Rayyan                                                              | Croazia                                                                | 1 – 1 dts (4 – 2 dtr)                                                  | Brasile                                                                | Mondiali 2022 - Quarti di finale                                       | -                                                                      | 68’                                                                    |
| 25-3-2023                                                              | Tangeri                                                                | Marocco                                                                | 2 – 1                                                                  | Brasile                                                                | Amichevole                                                             | 1                                                                      | cap.                                                                   |
| 17-6-2023                                                              | Cornellà de Llobregat                                                  | Brasile                                                                | 4 – 1                                                                  | Guinea                                                                 | Amichevole                                                             | -                                                                      | cap. 54’                                                               |
| 8-9-2023                                                               | Belém                                                                  | Brasile                                                                | 5 – 1                                                                  | Bolivia                                                                | Qual. Mondiali 2026                                                    | -                                                                      | cap.                                                                   |
| 12-9-2023                                                              | Lima                                                                   | Perù                                                                   | 0 – 1                                                                  | Brasile                                                                | Qual. Mondiali 2026                                                    | -                                                                      | cap.                                                                   |
| 12-10-2023                                                             | Cuiabá                                                                 | Brasile                                                                | 1 – 1                                                                  | Venezuela                                                              | Qual. Mondiali 2026                                                    | -                                                                      | 79’                                                                    |
| 17-10-2023                                                             | Montevideo                                                             | Uruguay                                                                | 2 – 0                                                                  | Brasile                                                                | Qual. Mondiali 2026                                                    | -                                                                      | cap. 71’                                                               |
| 5-6-2025                                                               | Guayaquil                                                              | Ecuador                                                                | 0 – 0                                                                  | Brasile                                                                | Qual. Mondiali 2026                                                    | -                                                                      |                                                                        |
| 10-6-2025                                                              | San Paolo                                                              | Brasile                                                                | 1 – 0                                                                  | Paraguay                                                               | Qual. Mondiali 2026                                                    | -                                                                      |                                                                        |
| Totale                                                                 |                                                                        | Presenze                                                               | 77                                                                     |                                                                        | Reti                                                                   | 7                                                                      |                                                                        |

## Palmarès

### Club

#### Competizioni giovanili
- Copa São Paulo de Futebol Júnior: 1

San Paolo: 2010

#### Competizioni nazionali
- Coppa di Spagna: 1

Real Madrid: 2013-2014
- Campionato spagnolo: 3

Real Madrid: 2016-2017, 2019-2020, 2021-2022
- Supercoppa di Spagna: 3

Real Madrid: 2017, 2020, 2022
- Coppa di Lega inglese: 1

Manchester United: 2022-2023
- Coppa d'Inghilterra: 1

Manchester United: 2023-2024

#### Competizioni internazionali
- Coppa Sudamericana: 1

San Paolo: 2012
- UEFA Champions League: 5

Real Madrid: 2013-2014, 2015-2016, 2016-2017, 2017-2018, 2021-2022
- Supercoppa UEFA: 3

Real Madrid: 2016, 2017, 2022
- Coppa del mondo per club: 3

Real Madrid: 2016, 2017, 2018

### Nazionale

#### Competizioni giovanili
- Campionato sudamericano Under-20: 1

Perù 2011
- Campionato mondiale Under-20: 1

Colombia 2011

#### Competizioni maggiori
- Coppa America: 1

Brasile 2019

### Individuale
- Squadra della stagione della UEFA Champions League: 2

2016-2017, 2017-2018
- Squadra maschile CONMEBOL del decennio 2011-2020 IFFHS: 1

2020
- Squadre ideale della Copa América: 1

Brasile 2021
- Miglior giocatore della Supercoppa UEFA: 1

2022
- FIFA FIFPro World XI: 1

2022
- Globe Soccer Awards: 1

Premio alla carriera per giocatori: 2023
- Squadra della stagione della UEFA Europa League: 1

2024-2025